# Martin Münch
Martin Münch (* 24. Mai 1961 in Frankfurt am Main) ist ein deutscher Komponist und Pianist.
Münch studierte Komposition bei Wolfgang Rihm. Er sieht sich kompositorisch in der Nachfolge von Alexander Skrjabin. Seit 2016 lebt er in Südamerika.

## Veröffentlichungen
Zu den über 40 veröffentlichten Kompositionen zählen Klavier- und Kammermusik sowie Orchesterwerke. Unter dem Titel „Katharsis“ sind seit 1996 mehrere Klavierimprovisationen erschienen, die teilweise auf CD veröffentlicht wurden.
Als Pianist gastierte er bisher in zahlreichen Ländern Europas und Amerikas sowie in Japan. Seit 1994 ist er Dozent für Klavier an der Universität Bamberg. Er ist Gründer und Leiter des Klavierfestivals Pianorama in Florenz sowie des Neckar-Musikfestivals.
Neben seinem pianistischen und kompositorischen Schaffen profilierte sich Martin Münch als philosophisch orientierter Freigeist (Vorsitzender des Bundes für Geistesfreiheit Rhein-Neckar) mit stark islamkritischer Tendenz.
Martin Münch lebt seit 2016 in Uruguay. Er kritisiert die fehlende Rechtssicherheit, die aufgrund der Humanität in Deutschland geopfert würde.